# Преобладающая нога
Преобладающая нога (толчковая нога) — понятие, которое предполагает более активное действие правой или левой ноги для различных целей. Предопределяется естественным путём. Это эквивалентно ситуациям, когда человек привыкает работать только одной рукой. Преобладающая нога может наглядно проявляться в различных процессах, например, применение наибольшего усилия в определенной ступне для удара. Но во время топания выбор опорной ступни чаще всего связан с предпочтением конкретной ноги в той или иной позиции. Так же и при занятиях спортом. Например, футбол и кикбоксинг. Вторая нога в таком случае носит название опорной ноги (англ. supporting leg), однако не менее важна при выполнении процессов — нанесении ударов по спортивному снаряду или по противнику в ходе единоборств.

## Футбол, баскетбол
В футболе мяч преимущественно бьют ногой. Понятие преобладающей ноги может относиться к той, которую игрок использует, чтобы пнуть мяч с наибольшей силой и ловкостью. У большинства людей опорная и ударная нога — правая. Способные футболисты с ударной левой ногой довольно редки, поэтому такие игроки пользуются популярностью. Так же не часто встречаются «двуногие» игроки, одинаково хорошо владеющие обеими ногами. Такие футболисты составляют лишь одну шестую игроков в высшей профессиональной лиге Европы. Одним из наиболее известных футболистов XX века, бивших с обеих ног, был форвард сборной Англии и клуба «Престон Норт Энд» Том Финни. При исполнении свободных ударов опорная нога играет не меньшую роль, чем бьющая: в частности, сила удара зависит от того, насколько сильно упирается игрок опорной ногой в газон в момент удара.
В австралийском футболе есть несколько игроков, которые одинаково искусно используют обе ноги для удара по мячу. Например, Сэм Митчелл и Чарльз Бушнелл (футболист, в отставке). В баскетболе, спорте, состоящем почти исключительно из правшей, для большинства спортсменов характерно иметь доминирующую левую ногу, которую они используют при прыжке, завершая удар с правой. Следовательно, баскетболисты-левши, как правило, чаще используют свою правую ногу, заканчивая раскладку для левой руки (хотя как правосторонние, так и левосторонние игроки обычно могут использовать и правую, и левую, заканчивая возле корзины).
В Национальной футбольной лиге сейчас непропорциональное и стремительно растущее число игроков, наносящих удар с левой ноги. В конце сезона 2017 года в НФЛ 10 из 32 игроков лиги были с преобладающей левой ногой, по сравнению с четырьмя из 31 в начале тысячелетия (не считая игрока с обеими ведущими ногами Криса Хансона, который покинул лигу в 2009 году). Ведь ранее почти весь играющий состав бил на правую ногу. Единственное очевидное преимущество для выполнения ударов левой ногой состоит в том, что это не так распространено, поэтому игрокам порой бывает сложно увести или перекрыть мяч, который идёт с противоположной стороны.

## Сноуборд, скейтборд, сёрфинг
В таких видах спорта, как сёрфинг, скейтбординг и сноуборд, нужно стоять прямо на одном лёгком предмете, который скользит по земле или по воде. Необходимость в равновесии заставляет человека располагать тело перпендикулярно направлению движения, когда одна нога ведёт другую. Как и в случае с ручной работой (когда эта задача выполняется неоднократно), человек обычно выбирает конкретную ногу для ведущей позиции.
Те, кто катается на досках, «стоят» в одной из двух позиций, обычно называемыми «стандартная» и «непрактичная». Гонщики, как правило, быстро выбирают предпочтительную стойку, которая становится постоянной. «Стандартная» позиция указывает на ведущую левую ногу, а «непрактичная» — на правую. Профессионалы равномерно распределены между правой и левой ведущей. Как показывает практика, порой даже опытным «наездникам» очень трудно разобраться в действиях человека «с другой стойкой».
Чтобы увеличить сложность, необычность и эстетическую ценность трюков, гонщики могут ездить на «стойке переключателя» (сокращённо «переключаться»). Например, скейтбордист с «непрактичной» стойкой обычно выполняет олли правой ногой вперёд, но у «переключателя олли» он должен стоять левой ногой в передней части доски.
В спорте, где катание на переключателях является обычным и ожидаемым (уличное катание на скейтборде), у участников есть цель — выглядеть естественно и выполнять одинаковые трюки, как с правой, так и с левой ноги. Некоторые виды спорта, такие как кайтсёрфинг и виндсёрфинг, обычно требуют, чтобы гонщик мог менять стойку в зависимости от ветра или направления движения, а не от собственных предпочтений. Каждый раз, когда направление меняется, сменяется и позиция.
Сноубордисты, которые ездят на переключателях, могут принять «стойку утки», когда ноги немного повернуты или направлены от средней линии тела (обычно под углом примерно 15 градусов). В этом положении ведущая нога у спортсмена будет обращена вперёд.

### Свитч, Фэйки и Нолли (трюки)
Когда скейтер катится назад, это называется «фальшивый проезд». «Фальшивый» трюк выполняется при езде назад, но при подъёме на передней ноге. Хотя это и та же самая нога, которая поднимается в традиционной позе, но обычно она является задней. Скейтер также может приземлиться в «фальшивое положение». Несмотря на то, что есть некоторая параллель между позицией переключателя и «фальшивыми» трюками, они всё же отличаются. Традиционная: раскрытие плеч шире для того, чтобы смотреть в направлении ведущей ноги. «Фальшивая»: немного более обращённая назад, закрытая поза плеча. «Нолли» — это когда передняя нога поднимается как обычно, и та же самая нога, которая поднимается при переключении трюков. В положении нолли тело и плечи обращены вперёд так же, как при езде в нормальной позе. Обычно переключение и нолли выполняются с носка, тогда как обычные и «фейковые» — с хвоста.
В скейтборде большинство трюков, выполняемых при езде назад — по отношению к предпочтительной стойке гонщика, — являются исключительно «переключателями» или «фейковыми». Есть общее правило, что трюки с хвоста почти всегда являются «фальшивыми», а те, что с носа, — это Нолли.

### Mongo Foot
Данный термин относится к использованию передней ноги для толчка. Как правило, скейтбордист будет чувствовать себя более комфортно, используя заднюю ногу для отталкивания, в то время как его передняя нога остается на доске. Реже верно обратное. Некоторые скейтбордисты, которые не отталкиваются в своей обычной позе, могут делать это в стойке переключения, вместо того, чтобы толкаться более слабой задней ногой.
Хотя происхождение термина остаётся до конца не известным, широко распространено мнение, что этот термин является ссылкой на группу Mungo Jerry.

## BMX
В BMX — езде на особых велосипедах для мотокросса — существует фактическая взаимосвязь между ведущей ногой и тем, какое направление принимает поворот в воздухе. Термины «стандартный» и «непрактичный» не указывают на ведущую ногу, как в видах спорта на досках, а скорее демонстрируют предпочтения самого гонщика. Например, рассмотрим следующие классы:
- правосторонние гонщики, которые предпочитают поворачиваться против часовой стрелки в воздухе и приземляться правой стороной.

- гонщики с левой ведущей, которые предпочитают поворачиваться в воздухе по часовой стрелке и приземляться слева.

Оба класса имеют одинаковый размер и будут считаться «стандартными». «Непрактичный» будет описывать тех, чьи трюки не соответствуют их преобладающей ноге.

## Кикбоксинг,реслинг,ММА
Во многих единоборствах 90 % участников имеют более мощный удар с той же стороны, что и их ведущая рука. Например, если человек правша, то удар как ногой, так и рукой будет сильнее справа.

## Лёгкая атлетика
В дисциплинах лёгкой атлетики — прыжки в высоту, прыжки в длину, бег (спринт) существует понятие «толчковая нога».